# Anne Fagot-Largeault
Pour l’article homonyme, voir Jean Largeault.
Anne Fagot-Largeault, née le 22 septembre 1938 dans le 10e arrondissement de Paris, est une philosophe et psychiatre française, professeure honoraire au Collège de France (chaire de philosophie des sciences biologiques et médicales) et psychiatre à l’Assistance publique - Hôpitaux de Paris, membre de l'Académie des Sciences depuis 2002.

## Biographie

### Formation et enseignement
Ancienne élève de l'École normale supérieure de jeunes filles (1957-1961) dans la filière littéraire, Anne Fagot-Largeault décide de faire de la philosophie, passe un certificat de mathématique générale et physique et est agrégée en philosophie en 1961.
Devient professeur  de philosophie au lycée de jeunes filles à Douai (Nord) pendant quatre ans, puis au lycée Hélène Boucher à Paris pendant un an. Elle est appelée par le professeur Gilbert Simondon pour devenir son assistante à la Sorbonne (1966-1967), elle est aussi détachée à l'Université Stanford (1967-1971) où elle a étudié la philosophie des sciences (Ph.D. Logic and philosophy of science, Stanford University, États-Unis) en 1971. À l'Université Paris 12-Val-de-Marne Anne Fagot-Largeault est assistante (1971-1972), maître-assistante (1972-1980) et maître de conférences (1984-1987). Elle a passé le doctorat de médecine à l'Université Paris 12-Val-de-Marne, CES de psychiatrie en 1978 et le doctorat ès lettres et sciences humaines à l'université de Paris Ouest - Nanterre La Défense en 1986.

### Parcours académique
Anne Fagot-Largeault a été professeur à l'université de Paris 10 (Nanterre La Défense, 1987-1995) et professeur associée à l'Université Laval (Québec, Canada, 1993-1995). Professeur à l'université Paris 1 Panthéon-Sorbonne (1995-2000), UFR de philosophie, en ayant parallèlement une activité hospitalière. Elle a été ainsi membre de l'Institut universitaire de France. En février-mars 1998 elle a été professeur visiteur à l'Université libre de Bruxelles (Chaire Chaïm Perelman). À l'université de Paris 1 (Panthéon-Sorbonne), elle était directrice de l'IHPST (Institut d'Histoire et de Philosophie des Sciences et des Techniques), et responsable du DEA d'histoire et philosophie des sciences.
Anne Fagot-Largeault a été professeur au Collège de France, titulaire de la chaire de Philosophie des sciences biologiques et médicales de 2000 à 2009. Depuis elle est professeur honoraire au sein de cette institution.
Elle est élue correspondant le 3 mai 1999, puis membre le 12 novembre 2002 à l'Académie des Sciences de l'Institut de France, section: Biologie humaine et sciences médicales.

### Parcours professionnel et philosophique
Depuis 1979 Anne Fagot-Largeault est médecin attaché (1979-1984), puis médecin spécialiste attaché (1984-2003) à l'hôpital Henri Mondor de Créteil.
Les travaux d'Anne Fagot-Largeault portent sur des thèmes d'histoire et de philosophie des sciences du vivant, abordés sous l'angle théorique (épistémologie, ontologie biologique) ou pratique (éthique). Ils ont suivi trois directions principales : 
1. raisonnement diagnostique, logique inductive, statistique et probabilités, procédures heuristiques ;
2. investigation des liens de causalité, preuves de causalité, explication téléologique, explication causale ;
3. éthique et connaissance, méthodologie de la recherche clinique, éthique de l'investigation bio-médicale, épistémologie biologique, anthropologie bio-médicale.

Ses recherches sur la logique des raisonnements médicaux et sur la nature des explications causales ont pris naissance en relation avec le programme de logique et philosophie des sciences de l'université Stanford, et se sont développées grâce à des contacts fructueux avec la recherche clinique et épidémiologique. Sa réflexion morale a été enrichie et mise à l'épreuve par l'expérience de divers Data and Safety Monitoring Committees (veillant sur des essais cliniques effectués sur des patients atteints de sida ou de cancer) et par une participation (1990-1998) aux travaux du Comité consultatif national d'éthique pour les sciences de la vie et de la santé.

Anne Fagot-Largeault est membre fondateur du Réseau International des Femmes Philosophes parrainé par l'UNESCO et créé à l’occasion de la Journée internationale des droits des femmes le 8 mars 2007. 

### Prix et distinctions
- Prix de l'Association Confrontations psychiatriques (1985) et Prix de la Fondation Dagnan-Bouveret de l'Académie des sciences (1985) pour son ouvrage : L'homme bioéthique. Pour une déontologie de la recherche sur le vivant (Maloine, 1985).
- Prix Grammaticakis-Neuman de l'Académie des sciences (1995)
- Chevalière de la Légion d'honneur (1997)
- Officière de la Légion d'honneur (2005)
- Commandeure de la Légion d'honneur (2014)
- Officière de l'ordre national du Mérite (2001)
- Commandeure de l'ordre national du Mérite (2010)
- Doctorat honoris causa de la Faculté de philosophie, arts et lettres de l'Université catholique de Louvain[8] à l'initiative des membres de l'Institut supérieur de philosophie (2014)
- Doctorat honoris causa en philosophie de l'Université Laval (2016)[9]
- Membre permanent (et Président), Institut International de Philosophie